# SMERSH (James Bond)
SMERSH é a agência de contra-inteligência soviética citada nos primeiros livros do escritor britânico Ian Fleming sobre o agente secreto de Sua Majestade, James Bond. O nome, em russo СМЕРШ, é um acrônimo para duas palavras russas, SMERt' SHpionam" (СМЕРть Шпионам, Směrt Špionam), que significam "Morte aos Espiões".
Apesar da versão da SMERSH de Fleming ser supostamente baseada na real agência soviética criada por Josef Stalin, nas novelas e filmes de 007 ela é uma grande e massiva agência de contra-espionagem que visa, através de seus agentes no exterior, a subversão do Oeste, especialmente o assassinato de espiões ocidentais e, entre eles, James Bond, de quem é a grande nêmesis. Seu quartel-general fica na cidade de Leningrado ou em Moscou na União Soviética.
Alguns dos principais agentes da SMERSH da literatura são Rosa Klebb e Red Grant, em Moscou contra 007, Auric Goldfinger em 007 contra Goldfinger e Le Chiffre, em Casino Royale. Suplantada pela organização terrorista global  SPECTRE nos filmes, a SMERSH é muito mais ativa nos livros de 007, aparecendo em oito deles, quatro escritos por Fleming.

## História

### Livros
Dentro do universo de James Bond criado por Fleming, a SMERSH é um agência de contra-espionagem soviética que é uma ameaça constante a Bond e ao Serviço Secreto Britânico. Em Casino Royale (1953), o primeiro livro, ela é descrita como a mais poderosa e temida organização dentro da União Soviética, com seu quartel-general situado na cidade de Leningrado. Acredita-se ser dirigida por Lavrentiy Beria e sua missão é "a eliminação de toda forma de traição dentro dos departamentos do serviço de inteligência soviético e da polícia secreta, dentro da URSS e no estrangeiro"  (missão vagamente similar à da SMERSH real). Ela é a principal suspeita de ter planejado e executado o assassinato de León Trotsky no México em 1940. Apesar de ter se expandido enormemente após a II Guerra Mundial para lidar com a traição dentro das forças soviéticas, a organização foi expurgada na época em que Fleming escreveu Casino Royale, e acreditava-se ser então composta apenas de algumas centenas de agentes de alta qualidade, em que apenas um deles já havia sido capturado por agentes britânicos. Porém, na época em que escreveu From Russia With Love (1957), quatro anos depois, ele descreve a SMERSH com base em Moscou ao invés de Leningrado e com uma força total de 40.000 agentes.
A SMERSH deixa sua primeira marca em Bond em Casino Royale. Um agente da organização enviado para matar Le Chiffre esculpe com uma faca um Ш (inicial de espião – "Špion" em russo; "spy" em inglês –  no alfabeto cirílico) nas costas da mão esquerda de Bond e apesar de um enxerto de pele a marca ainda iria permanecer em aventuras posteriores. No fim do livro, sua bond girl Vesper Lynd – na verdade, uma agente dupla – comete suicídio ao descobrir que a SMERSH a está vigiando e pretende matá-la. Bond então jura vingança. Ela começa no segundo livro, Live and Let Die, quando 007 desmonta as operações financeiras ilegais que Mr.Big faz para a inteligência soviética quando descobre que ele é um agente da SMERSH.
A SMERSH retalia Bond no quinto livro, From Russia With Love, emitindo uma ordem de execução contra 007 ("a ser morto com ignomínia"). Não apenas seu assassinato é contratado como a organização deseja que ele seja feito de um modo que cause um grande embaraçamento ao MI-6 e a toda comunidade da Inteligência. A primeira parte do livro é toda escrita do ponto de vista da SMERSH descrevendo a interação entre vários agentes e operadores e os preparativos meticulosos para matar Bond. Grande parte da história se passa antes dele aparecer na trama. Em Goldfinger, escrito dois anos depois de From Russia With Love, ele novamente se bate contra a SMERSH quando descobre que Auric Goldfinger é o tesoureiro da organização.
Depois de Goldfinger a SMERSH é mencionada apenas fugazmente, usualmente como tendo sido desarticulada. Nos livros seguintes ( e nas romantizações dos livros para o cinema) ela retorna como uma organização renomeada e reestruturada com a Inteligência soviética. É mencionada primeiro na romantização de The Spy Who Loved Me, apesar de ser trocada para KGB no filme do mesmo nome. Em livros posteriores escritos por John Gardner, ela aparece como Departamento V, Departamento 8 e Diretório S, uma subseção da KGB.

## Filmes
Apesar de ser referida em dois filmes da franquia cinematográfica, a SMERSH nunca aparece realmente no cinema. Em Moscou contra 007 (1963), inicialmente Bond pensa que está lutando contra a SMERSH, até descobrir que os vilões pertencem à SPECTRE, inclusive Rosa Klebb, ex-chefe de operações da SMERSH, que secretamente desertou para a SPECTRE. A bond girl do filme, Tatiana Romanova, uma integrante do exército soviético, diz que sabe que Klebb é a chefe de operações da SMERSH e cumpre suas ordens presumindo que sejam da agência.
Em 007 Marcado para a Morte (1987) existe uma reativação falsa da SMERSH, que é citada como Smert Shpionam ao invés de seu bem conhecido acrônimo. O general Pushkin, chefe da KGB, diz que ela está inoperante há vinte anos. A organização também aparece na versão-comédia de Casino Royale feita em 1967, com Le Chiffre, que disputa na mesa de bacará com Bond, sendo identificado como membro dela. O filme oficial da EON, de 2006, que segue a história do livro, tem outra organização criminosa, a Quantum, no lugar da SMERSH, com as mesmas caraterísticas dela.

## Divisões
O primeiro livro de Fleming, Casino Royale, divide a SMERSH em cinco departamentos (отделы):
- Departamento I – responsável pela contra-espionagem entre as organizações soviéticas em casa e no exterior
- Departamento II – operações, incluindo execuções
- Departamento III – administração e finanças
- Departmento IV – investigações, jurídico e recursos humanos
- Departmento V – prossecução (seção que faz o julgamento final sobre as futuras vítimas)

## Aparições
Livros
- Casino Royale — Ian Fleming
- Live and Let Die — Ian Fleming
- From Russia, with Love — Ian Fleming
- Goldfinger — Ian Fleming
- James Bond, The Spy Who Loved Me (romantização) — Christopher Wood
- Icebreaker — John Gardner
- No Deals, Mr. Bond — John Gardner
- Devil May Care — Sebastian Faulks

Filmes
- Moscou contra 007
- 007 Marcado para a Morte
- Casino Royale (1967)